# Zhugqu
Zhugqu (kinesiska: 舟曲; pinyin: Zhōuqū) , även känt som Drugchu, är ett härad i den autonoma prefekturen Gannan för tibetaner i provinsen Gansu i nordvästra Kina.
Zhugqu är indelat i femton köpingar och fyra socknar.
Köpingar (zhen):

- Bazang (巴藏镇)
- Boyu (博峪镇)
- Chengguan (城关镇)
- Dachuan (大川镇)
- Dayu (大峪镇)
- Dongshan (东山镇)
- Fengdie (峰迭镇)
- Gongba (拱坝镇)
- Guoye (果耶镇)
- Hanban (憨班镇)
- Jiangpan (江盘镇)
- Lijie (立节镇)
- Pingding (坪定镇)
- Qugaona (曲告纳镇)
- Wuping (武坪镇)

Socknar (xiang):

- Baleng (八楞乡)
- Chagang (插岗乡)
- Nanyu (南峪乡)
- Quwa (曲瓦乡)